# Baldachogrono

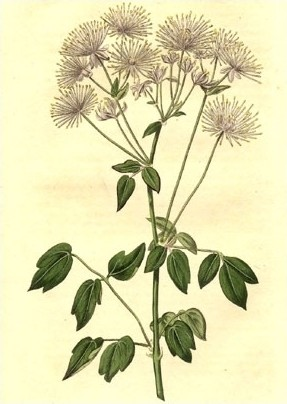
Baldachogrono rutewki orlikolistnej

Baldachogrono (łac. corymbus) – rodzaj kwiatostanu, w którym szypułki poszczególnych kwiatów wyrastają na różnej wysokości na pędzie głównym i dorastają mniej więcej do tej samej wysokości. Zbliżony budową do niego jest podbaldach.
Baldachogrono należy do grupy kwiatostanów groniastych prostych. Występuje np. u jarzębiny, dziurawca zwyczajnego. Czasami zamiast pojedynczych kwiatów na szypułkach baldachogrona mogą występować inne kwiatostany, np. koszyczki. Powstaje wówczas kwiatostan złożony (np. u krwawnika pospolitego).